# Brugia malayi
Brugia malayi é uma espécie de nematódeo da família Onchocercidae. São parasitos de mamíferos, incluindo os humanos, causando a dirofilariose linfática.